# Reprezentacja Namibii w piłce nożnej mężczyzn
Reprezentacja Namibii w piłce nożnej nazywana The Brave Warriors (Dzielni Wojownicy), to reprezentacja kraju afrykańskiego Namibii. Jest zarządzana przez Namibia Football Association, czyli Namibijski Związek Piłki Nożnej. Zespół Namibii nigdy nie grał w Mistrzostwach Świata. Federacja Namibii przystąpiła do FIFA w 1992 roku, podobnie jak do CAF, czyli Afrykańskiej Federacji Piłkarskiej.

## Sukcesy
- Puchar COSAFA: 2 razy wicemistrzostwo

## Udział wMistrzostwach Świata
| Rok   | Runda                                | M                                    | W                                    | R                                    | P                                    | GZ                                   | GS                                   |
| ----- | ------------------------------------ | ------------------------------------ | ------------------------------------ | ------------------------------------ | ------------------------------------ | ------------------------------------ | ------------------------------------ |
| 1930  | Nie uczestniczyła (była częścią RPA) | Nie uczestniczyła (była częścią RPA) | Nie uczestniczyła (była częścią RPA) | Nie uczestniczyła (była częścią RPA) | Nie uczestniczyła (była częścią RPA) | Nie uczestniczyła (była częścią RPA) | Nie uczestniczyła (była częścią RPA) |
| 1934  | Nie uczestniczyła (była częścią RPA) | Nie uczestniczyła (była częścią RPA) | Nie uczestniczyła (była częścią RPA) | Nie uczestniczyła (była częścią RPA) | Nie uczestniczyła (była częścią RPA) | Nie uczestniczyła (była częścią RPA) | Nie uczestniczyła (była częścią RPA) |
| 1938  | Nie uczestniczyła (była częścią RPA) | Nie uczestniczyła (była częścią RPA) | Nie uczestniczyła (była częścią RPA) | Nie uczestniczyła (była częścią RPA) | Nie uczestniczyła (była częścią RPA) | Nie uczestniczyła (była częścią RPA) | Nie uczestniczyła (była częścią RPA) |
| 1950  | Nie uczestniczyła (była częścią RPA) | Nie uczestniczyła (była częścią RPA) | Nie uczestniczyła (była częścią RPA) | Nie uczestniczyła (była częścią RPA) | Nie uczestniczyła (była częścią RPA) | Nie uczestniczyła (była częścią RPA) | Nie uczestniczyła (była częścią RPA) |
| 1954  | Nie uczestniczyła (była częścią RPA) | Nie uczestniczyła (była częścią RPA) | Nie uczestniczyła (była częścią RPA) | Nie uczestniczyła (była częścią RPA) | Nie uczestniczyła (była częścią RPA) | Nie uczestniczyła (była częścią RPA) | Nie uczestniczyła (była częścią RPA) |
| 1958  | Nie uczestniczyła (była częścią RPA) | Nie uczestniczyła (była częścią RPA) | Nie uczestniczyła (była częścią RPA) | Nie uczestniczyła (była częścią RPA) | Nie uczestniczyła (była częścią RPA) | Nie uczestniczyła (była częścią RPA) | Nie uczestniczyła (była częścią RPA) |
| 1962  | Nie uczestniczyła (była częścią RPA) | Nie uczestniczyła (była częścią RPA) | Nie uczestniczyła (była częścią RPA) | Nie uczestniczyła (była częścią RPA) | Nie uczestniczyła (była częścią RPA) | Nie uczestniczyła (była częścią RPA) | Nie uczestniczyła (była częścią RPA) |
| 1966  | Nie uczestniczyła (była częścią RPA) | Nie uczestniczyła (była częścią RPA) | Nie uczestniczyła (była częścią RPA) | Nie uczestniczyła (była częścią RPA) | Nie uczestniczyła (była częścią RPA) | Nie uczestniczyła (była częścią RPA) | Nie uczestniczyła (była częścią RPA) |
| 1970  | Nie uczestniczyła (była częścią RPA) | Nie uczestniczyła (była częścią RPA) | Nie uczestniczyła (była częścią RPA) | Nie uczestniczyła (była częścią RPA) | Nie uczestniczyła (była częścią RPA) | Nie uczestniczyła (była częścią RPA) | Nie uczestniczyła (była częścią RPA) |
| 1974  | Nie uczestniczyła (była częścią RPA) | Nie uczestniczyła (była częścią RPA) | Nie uczestniczyła (była częścią RPA) | Nie uczestniczyła (była częścią RPA) | Nie uczestniczyła (była częścią RPA) | Nie uczestniczyła (była częścią RPA) | Nie uczestniczyła (była częścią RPA) |
| 1978  | Nie uczestniczyła (była częścią RPA) | Nie uczestniczyła (była częścią RPA) | Nie uczestniczyła (była częścią RPA) | Nie uczestniczyła (była częścią RPA) | Nie uczestniczyła (była częścią RPA) | Nie uczestniczyła (była częścią RPA) | Nie uczestniczyła (była częścią RPA) |
| 1982  | Nie uczestniczyła (była częścią RPA) | Nie uczestniczyła (była częścią RPA) | Nie uczestniczyła (była częścią RPA) | Nie uczestniczyła (była częścią RPA) | Nie uczestniczyła (była częścią RPA) | Nie uczestniczyła (była częścią RPA) | Nie uczestniczyła (była częścią RPA) |
| 1986  | Nie uczestniczyła (była częścią RPA) | Nie uczestniczyła (była częścią RPA) | Nie uczestniczyła (była częścią RPA) | Nie uczestniczyła (była częścią RPA) | Nie uczestniczyła (była częścią RPA) | Nie uczestniczyła (była częścią RPA) | Nie uczestniczyła (była częścią RPA) |
| 1990  | Nie uczestniczyła (była częścią RPA) | Nie uczestniczyła (była częścią RPA) | Nie uczestniczyła (była częścią RPA) | Nie uczestniczyła (była częścią RPA) | Nie uczestniczyła (była częścią RPA) | Nie uczestniczyła (była częścią RPA) | Nie uczestniczyła (była częścią RPA) |
| 1994  | Nie zakwalifikowała się              | Nie zakwalifikowała się              | Nie zakwalifikowała się              | Nie zakwalifikowała się              | Nie zakwalifikowała się              | Nie zakwalifikowała się              | Nie zakwalifikowała się              |
| 1998  | Nie zakwalifikowała się              | Nie zakwalifikowała się              | Nie zakwalifikowała się              | Nie zakwalifikowała się              | Nie zakwalifikowała się              | Nie zakwalifikowała się              | Nie zakwalifikowała się              |
| 2002  | Nie zakwalifikowała się              | Nie zakwalifikowała się              | Nie zakwalifikowała się              | Nie zakwalifikowała się              | Nie zakwalifikowała się              | Nie zakwalifikowała się              | Nie zakwalifikowała się              |
| 2006  | Nie zakwalifikowała się              | Nie zakwalifikowała się              | Nie zakwalifikowała się              | Nie zakwalifikowała się              | Nie zakwalifikowała się              | Nie zakwalifikowała się              | Nie zakwalifikowała się              |
| 2010  | Nie zakwalifikowała się              | Nie zakwalifikowała się              | Nie zakwalifikowała się              | Nie zakwalifikowała się              | Nie zakwalifikowała się              | Nie zakwalifikowała się              | Nie zakwalifikowała się              |
| 2014  | Nie zakwalifikowała się              | Nie zakwalifikowała się              | Nie zakwalifikowała się              | Nie zakwalifikowała się              | Nie zakwalifikowała się              | Nie zakwalifikowała się              | Nie zakwalifikowała się              |
| 2018  | Nie zakwalifikowała się              | Nie zakwalifikowała się              | Nie zakwalifikowała się              | Nie zakwalifikowała się              | Nie zakwalifikowała się              | Nie zakwalifikowała się              | Nie zakwalifikowała się              |
| 2022  | Nie zakwalifikowała się              | Nie zakwalifikowała się              | Nie zakwalifikowała się              | Nie zakwalifikowała się              | Nie zakwalifikowała się              | Nie zakwalifikowała się              | Nie zakwalifikowała się              |
| 2026  | do ustalenia                         | do ustalenia                         | do ustalenia                         | do ustalenia                         | do ustalenia                         | do ustalenia                         | do ustalenia                         |
| 2030  | do ustalenia                         | do ustalenia                         | do ustalenia                         | do ustalenia                         | do ustalenia                         | do ustalenia                         | do ustalenia                         |
| 2034  | do ustalenia                         | do ustalenia                         | do ustalenia                         | do ustalenia                         | do ustalenia                         | do ustalenia                         | do ustalenia                         |
| Razem | 0/25                                 | 0                                    | 0                                    | 0                                    | 0                                    | 0                                    | 0                                    |

## Udział wPucharze Narodów Afryki
| Rok   | Runda                                | M                                    | W                                    | R                                    | P                                    | GZ                                   | GS                                   |
| ----- | ------------------------------------ | ------------------------------------ | ------------------------------------ | ------------------------------------ | ------------------------------------ | ------------------------------------ | ------------------------------------ |
| 1957  | Nie uczestniczyła (była częścią RPA) | Nie uczestniczyła (była częścią RPA) | Nie uczestniczyła (była częścią RPA) | Nie uczestniczyła (była częścią RPA) | Nie uczestniczyła (była częścią RPA) | Nie uczestniczyła (była częścią RPA) | Nie uczestniczyła (była częścią RPA) |
| 1959  | Nie uczestniczyła (była częścią RPA) | Nie uczestniczyła (była częścią RPA) | Nie uczestniczyła (była częścią RPA) | Nie uczestniczyła (była częścią RPA) | Nie uczestniczyła (była częścią RPA) | Nie uczestniczyła (była częścią RPA) | Nie uczestniczyła (była częścią RPA) |
| 1962  | Nie uczestniczyła (była częścią RPA) | Nie uczestniczyła (była częścią RPA) | Nie uczestniczyła (była częścią RPA) | Nie uczestniczyła (była częścią RPA) | Nie uczestniczyła (była częścią RPA) | Nie uczestniczyła (była częścią RPA) | Nie uczestniczyła (była częścią RPA) |
| 1963  | Nie uczestniczyła (była częścią RPA) | Nie uczestniczyła (była częścią RPA) | Nie uczestniczyła (była częścią RPA) | Nie uczestniczyła (była częścią RPA) | Nie uczestniczyła (była częścią RPA) | Nie uczestniczyła (była częścią RPA) | Nie uczestniczyła (była częścią RPA) |
| 1965  | Nie uczestniczyła (była częścią RPA) | Nie uczestniczyła (była częścią RPA) | Nie uczestniczyła (była częścią RPA) | Nie uczestniczyła (była częścią RPA) | Nie uczestniczyła (była częścią RPA) | Nie uczestniczyła (była częścią RPA) | Nie uczestniczyła (była częścią RPA) |
| 1968  | Nie uczestniczyła (była częścią RPA) | Nie uczestniczyła (była częścią RPA) | Nie uczestniczyła (była częścią RPA) | Nie uczestniczyła (była częścią RPA) | Nie uczestniczyła (była częścią RPA) | Nie uczestniczyła (była częścią RPA) | Nie uczestniczyła (była częścią RPA) |
| 1970  | Nie uczestniczyła (była częścią RPA) | Nie uczestniczyła (była częścią RPA) | Nie uczestniczyła (była częścią RPA) | Nie uczestniczyła (była częścią RPA) | Nie uczestniczyła (była częścią RPA) | Nie uczestniczyła (była częścią RPA) | Nie uczestniczyła (była częścią RPA) |
| 1972  | Nie uczestniczyła (była częścią RPA) | Nie uczestniczyła (była częścią RPA) | Nie uczestniczyła (była częścią RPA) | Nie uczestniczyła (była częścią RPA) | Nie uczestniczyła (była częścią RPA) | Nie uczestniczyła (była częścią RPA) | Nie uczestniczyła (była częścią RPA) |
| 1974  | Nie uczestniczyła (była częścią RPA) | Nie uczestniczyła (była częścią RPA) | Nie uczestniczyła (była częścią RPA) | Nie uczestniczyła (była częścią RPA) | Nie uczestniczyła (była częścią RPA) | Nie uczestniczyła (była częścią RPA) | Nie uczestniczyła (była częścią RPA) |
| 1976  | Nie uczestniczyła (była częścią RPA) | Nie uczestniczyła (była częścią RPA) | Nie uczestniczyła (była częścią RPA) | Nie uczestniczyła (była częścią RPA) | Nie uczestniczyła (była częścią RPA) | Nie uczestniczyła (była częścią RPA) | Nie uczestniczyła (była częścią RPA) |
| 1978  | Nie uczestniczyła (była częścią RPA) | Nie uczestniczyła (była częścią RPA) | Nie uczestniczyła (była częścią RPA) | Nie uczestniczyła (była częścią RPA) | Nie uczestniczyła (była częścią RPA) | Nie uczestniczyła (była częścią RPA) | Nie uczestniczyła (była częścią RPA) |
| 1980  | Nie uczestniczyła (była częścią RPA) | Nie uczestniczyła (była częścią RPA) | Nie uczestniczyła (była częścią RPA) | Nie uczestniczyła (była częścią RPA) | Nie uczestniczyła (była częścią RPA) | Nie uczestniczyła (była częścią RPA) | Nie uczestniczyła (była częścią RPA) |
| 1982  | Nie uczestniczyła (była częścią RPA) | Nie uczestniczyła (była częścią RPA) | Nie uczestniczyła (była częścią RPA) | Nie uczestniczyła (była częścią RPA) | Nie uczestniczyła (była częścią RPA) | Nie uczestniczyła (była częścią RPA) | Nie uczestniczyła (była częścią RPA) |
| 1984  | Nie uczestniczyła (była częścią RPA) | Nie uczestniczyła (była częścią RPA) | Nie uczestniczyła (była częścią RPA) | Nie uczestniczyła (była częścią RPA) | Nie uczestniczyła (była częścią RPA) | Nie uczestniczyła (była częścią RPA) | Nie uczestniczyła (była częścią RPA) |
| 1986  | Nie uczestniczyła (była częścią RPA) | Nie uczestniczyła (była częścią RPA) | Nie uczestniczyła (była częścią RPA) | Nie uczestniczyła (była częścią RPA) | Nie uczestniczyła (była częścią RPA) | Nie uczestniczyła (była częścią RPA) | Nie uczestniczyła (była częścią RPA) |
| 1988  | Nie uczestniczyła (była częścią RPA) | Nie uczestniczyła (była częścią RPA) | Nie uczestniczyła (była częścią RPA) | Nie uczestniczyła (była częścią RPA) | Nie uczestniczyła (była częścią RPA) | Nie uczestniczyła (była częścią RPA) | Nie uczestniczyła (była częścią RPA) |
| 1990  | Nie uczestniczyła (była częścią RPA) | Nie uczestniczyła (była częścią RPA) | Nie uczestniczyła (była częścią RPA) | Nie uczestniczyła (była częścią RPA) | Nie uczestniczyła (była częścią RPA) | Nie uczestniczyła (była częścią RPA) | Nie uczestniczyła (była częścią RPA) |
| 1992  | Nie uczestniczyła (była częścią RPA) | Nie uczestniczyła (była częścią RPA) | Nie uczestniczyła (była częścią RPA) | Nie uczestniczyła (była częścią RPA) | Nie uczestniczyła (była częścią RPA) | Nie uczestniczyła (była częścią RPA) | Nie uczestniczyła (była częścią RPA) |
| 1994  | Nie uczestniczyła                    | Nie uczestniczyła                    | Nie uczestniczyła                    | Nie uczestniczyła                    | Nie uczestniczyła                    | Nie uczestniczyła                    | Nie uczestniczyła                    |
| 1996  | Nie zakwalifikowała się              | Nie zakwalifikowała się              | Nie zakwalifikowała się              | Nie zakwalifikowała się              | Nie zakwalifikowała się              | Nie zakwalifikowała się              | Nie zakwalifikowała się              |
| 1998  | Faza Grupowa                         | 3                                    | 0                                    | 1                                    | 2                                    | 7                                    | 11                                   |
| 2000  | Nie zakwalifikowała się              | Nie zakwalifikowała się              | Nie zakwalifikowała się              | Nie zakwalifikowała się              | Nie zakwalifikowała się              | Nie zakwalifikowała się              | Nie zakwalifikowała się              |
| 2002  | Nie zakwalifikowała się              | Nie zakwalifikowała się              | Nie zakwalifikowała się              | Nie zakwalifikowała się              | Nie zakwalifikowała się              | Nie zakwalifikowała się              | Nie zakwalifikowała się              |
| 2004  | Nie zakwalifikowała się              | Nie zakwalifikowała się              | Nie zakwalifikowała się              | Nie zakwalifikowała się              | Nie zakwalifikowała się              | Nie zakwalifikowała się              | Nie zakwalifikowała się              |
| 2006  | Nie zakwalifikowała się              | Nie zakwalifikowała się              | Nie zakwalifikowała się              | Nie zakwalifikowała się              | Nie zakwalifikowała się              | Nie zakwalifikowała się              | Nie zakwalifikowała się              |
| 2008  | Faza Grupowa                         | 3                                    | 0                                    | 1                                    | 2                                    | 2                                    | 7                                    |
| 2010  | Nie zakwalifikowała się              | Nie zakwalifikowała się              | Nie zakwalifikowała się              | Nie zakwalifikowała się              | Nie zakwalifikowała się              | Nie zakwalifikowała się              | Nie zakwalifikowała się              |
| 2012  | Nie zakwalifikowała się              | Nie zakwalifikowała się              | Nie zakwalifikowała się              | Nie zakwalifikowała się              | Nie zakwalifikowała się              | Nie zakwalifikowała się              | Nie zakwalifikowała się              |
| 2013  | Nie zakwalifikowała się              | Nie zakwalifikowała się              | Nie zakwalifikowała się              | Nie zakwalifikowała się              | Nie zakwalifikowała się              | Nie zakwalifikowała się              | Nie zakwalifikowała się              |
| 2015  | Nie zakwalifikowała się              | Nie zakwalifikowała się              | Nie zakwalifikowała się              | Nie zakwalifikowała się              | Nie zakwalifikowała się              | Nie zakwalifikowała się              | Nie zakwalifikowała się              |
| 2017  | Nie zakwalifikowała się              | Nie zakwalifikowała się              | Nie zakwalifikowała się              | Nie zakwalifikowała się              | Nie zakwalifikowała się              | Nie zakwalifikowała się              | Nie zakwalifikowała się              |
| 2019  | Faza Grupowa                         | 3                                    | 0                                    | 0                                    | 3                                    | 1                                    | 6                                    |
| 2021  | Nie zakwalifikowała się              | Nie zakwalifikowała się              | Nie zakwalifikowała się              | Nie zakwalifikowała się              | Nie zakwalifikowała się              | Nie zakwalifikowała się              | Nie zakwalifikowała się              |
| 2023  | 1/8 finału                           | 4                                    | 1                                    | 1                                    | 2                                    | 1                                    | 7                                    |
| 2025  | Nie zakwalifikowała się              | Nie zakwalifikowała się              | Nie zakwalifikowała się              | Nie zakwalifikowała się              | Nie zakwalifikowała się              | Nie zakwalifikowała się              | Nie zakwalifikowała się              |
| 2027  | do ustalenia                         | do ustalenia                         | do ustalenia                         | do ustalenia                         | do ustalenia                         | do ustalenia                         | do ustalenia                         |
| Razem | 4/36                                 | 13                                   | 1                                    | 3                                    | 9                                    | 11                                   | 31                                   |